# Louis d'Andigné
Pour les autres membres de la famille, voir Famille d'Andigné.
Louis-Marie-Auguste-Fortuné d'Andigné de La Blanchaye, dit chevalier de Sainte-Gemme, puis comte d'Andigné, connu comme le général d'Andigné, né le 12 janvier 1765 à l'abbatiale St-Aubain et mort le 1er février 1857 à Fontainebleau, est un général français et un chef chouan pendant la Révolution française.

## Biographie
Issu de la Famille d'Andigné, une famille noble originaire d'Anjou, il est le second fils de Guy-René-Charles-François d'Andigné, comte de Saint-Gemmes et baron de Segré, le petit-fils de Christophe-Paul de Robien et de Louise-Joséphine de Robien, et le cousin du député Auguste d'Andigné de Mayneuf. Son frère aîné, Paul-Marie-Céleste d'Andigné, est né le 5 mai 1763, et son frère cadet, Charles-François d'Andigné, le 27 février 1769.
Il entre dans la Marine royale comme enseigne en 1782, puis devient lieutenant de vaisseau en 1786. Il gagne les Antilles pour participer à la guerre d'indépendance américaine, sous les ordres de l'Amiral de Guichen. Il participe notamment au Combat de la Barbade et à la bataille d'Ouessant.
À la Révolution française, il émigre en 1791 et combat en 1792 et 1793 dans l'armée des Princes, puis dans l'armée de Condé en 1794.
Il débarque en Bretagne en 1795 et rejoint les Chouans dans le nord-ouest du Maine-et-Loire, il devient ensuite adjudant-général de l'Armée catholique et royale du Maine, d'Anjou et de la Haute-Bretagne et sert sous les ordres de Scépeaux. Il participe au combat d'Andigné le 8 mars 1796, et au combat de la Croix-Couverte le 25 mars. Il signe la paix le 14 mai 1796.
Il reprend la guerre en 1799, et est commandant en second de l'Armée catholique et royale du Bas-Anjou et de Haute-Bretagne, dirigée par le général Godet de Châtillon. Il participe au combat de Noyant-la-Gravoyère. Sous les ordres de Godet de Châtillon, il prend part au raid sur Nantes. Il est ensuite envoyé à Paris afin de négocier avec le premier consul Bonaparte.
Il est arrêté en 1801 à la suite de l'attentat de la rue Saint-Nicaise, dans lequel il n'est pourtant pas impliqué. Il est enfermé à la Tour du Temple avec le général vendéen Suzannet. Ils s'évadent, mais sont repris et envoyés dans diverses prisons. Ils s'évadent finalement du fort de Joux le 16 août 1802. De nouveau arrêté en 1804, Louis d'Andigné s'échappe en 1809 et s'enfuit en Allemagne, à Francfort, où il attend la fin de l'Empire. 
Il rentre en France au temps de la Restauration. Sous Louis XVIII, il est nommé commissaire royal dans l'arrondissement de Segré. Pendant les Cent-Jours, il prend part à la petite chouannerie en commandant les Chouans de la Mayenne. Il participe notamment à la bataille de Cossé, le 27 mai 1815.
Il fut maréchal de camp puis lieutenant général, baron-pair de France en 1815.
Révolté par l'occupation prussienne, il propose de marcher contre eux avec les troupes vendéennes. Il devient par la suite président du collège électoral de Maine-et-Loire, pair héréditaire de France et reçoit le titre de comte. Il est promu au grade de lieutenant-général en 1823. 
Refusant de prêter serment à Louis-Philippe, il est appelé à rejoindre l'Anjou par la duchesse de Berry, dans le but de préparer un nouveau soulèvement, en 1832. Le projet est vite avorté, et Louis d'Andigné est arrêté, puis emprisonné au château d'Angers, avant d'en ressortir deux mois et demi après. Il est déchu de sa pairie en 1847, donnée à son second fils. Il meurt à Fontainebleau le 1er février 1857, à 3 heures du matin, à l'âge de 92 ans.

## Distinctions
- Officier de la Légion d'honneur (1825)[3].
- Commandeur de l'Ordre royal et militaire de Saint-Louis

## Armes
| Image | Armoiries |
| ----- | --- |
|       | Louis d'Andigné († 1736), Comte d'Andigné, Baron-Pair de France, officier de la Légion d'honneur, commandeur de Saint Louis. d'argent à trois aiglons de gueules, becqués et membrés d'azur, posés deux et un. Devise: « Aquila Non Capit Muscas » (« L'aigle ne prend pas les mouches »). |

## Publication
- Mémoires du Général d'Andigné, 2 tomes : 1765-1857, 3e édition, Plon éditeur 1900-1901, 2 vol. in-8, 461.pp et 434.pp., portrait, index. Réédition en 2001 par Adamant Média Corporation,  (ISBN 0543775828)